# Клюшниковка
Клюшниковка (укр. Клюшниківка) — село,
Клюшниковский сельский совет,
Миргородский район,
Полтавская область,
Украина.
Код КОАТУУ — 5323283401. Население по переписи 2001 года составляло 523 человека.
Село указано на подробной карте Российской Империи и близлежащих заграничных владений 1816 года как хутор Ключниковщина
Является административным центром Клюшниковского сельского совета, в который, кроме того, входят сёла
Андреевка,
Волки,
Гасенки,
Григоровка,
Дибровка,
Зализняки,
Сохацкое,
Травневое,
Штомпели,
Новоселица и
Вязовое.

## Географическое положение
Село Клюшниковка примыкает к селу Андреевка, в 1-м км от села Сохацкое.
По селу протекает пересыхающий ручей с запрудой.
Рядом проходит железная дорога, станция Дубровский Конный завод в 4,5 км.

## Экономика
- Молочно-товарная ферма.
- «Клюшниковское», ООО.

## Объекты социальной сферы
- Школа.
- Клюшниковская амбулатория.